# Elasmus nephantidis
Elasmus nephantidis är en stekelart som beskrevs av Sievert Allen Rohwer 1921. Elasmus nephantidis ingår i släktet Elasmus och familjen finglanssteklar. Inga underarter finns listade i Catalogue of Life.